# Wassyl Polonyzkyj
Wassyl Stepanowytsch Polonyzkyj (ukrainisch Василь Степанович Полоницький; * 28. Februar 1977 in Charkiw, Ukrainische SSR) ist ein ehemaliger ukrainischer Eishockeyspieler, der neben Stationen in der Ukraine auch in der belarussischen Extraliga spielte.

## Karriere
Wassyl Polonyzkyj stammt aus der Jugendabteilung von Druschba-78 Charkiw. Er begann seine professionelle Karriere beim HK Sokil Kiew, für den er in der East European Hockey League spielte. Von 1998 bis 2002 spielte er in der EEHL und teilweise auch in der Ukrainischen Eishockeyliga beim HK Berkut Kiew. In dieser Zeit konnte er mit dem Hauptstadtklub zweimal die EEHL (2000 und 2001) und dreimal (2000, 2001 und 2002) den ukrainischen Meistertitel erringen. Nachdem Berkut 2002 den Spielbetrieb aus finanziellen Gründen einstellen musste, wechselte der Abwehrspieler zu Sokil Kiew zurück. Mit seinem neuen Verein gewann er von 2003 bis 2006 vier Meisterschaften in Folge. Nach sieben ukrainischen Landesmeisterschaften in Folge zog es ihn 2006 nach Belarus zum HK Wizebsk, bei dem er in der Extraliga eingesetzt wurde. Als dort die großen Erfolge ausblieben, wechselte er inmitten der Spielzeit 2010/11 zu Metallurg Schlobin, mit dem er den belarussischen Pokalwettbewerb gewinnen konnte. Aber in Schlobin hielt es Polonyzkyj nicht lange: Noch während der Spielzeit 2011/12 ging er in seine Heimatstadt zurück und schloss für den Rest der Saison sich dem dortigen HK Charkiwski Akuly in der Professionellen Hockey-Liga an. Anschließend spielte er noch ein Jahr bei Dinamo Charkiwbevor er 2013 seine Karriere beendete.

### International
Im Juniorenbereich spielte Polonyzkyj zunächst mit der Ukrainischen U18-Auswahl bei der C-Europameisterschaft 1995 und nahm ein Jahr später an der U-20-WM, bei der die Ukraine in der A-Gruppe spielte, teil. Nach fünf Niederlagen aus sechs Spielen – lediglich gegen die Vereinigten Staaten wurde gewonnen – stand jedoch am Ende des Turniers der Abstieg in die B-Gruppe fest.
Sein Debüt in der Herren-Nationalmannschaft gab Polonyzkyj hingegen erst im Februar 2005, als er in Klagenfurt an der zweiten Qualifikationsrunde für die Olympischen Winterspiele 2006 in Turin teilnahm. Zwar gewannen die Ukrainer gegen die Gastgeber mit 4:3, zwei knappe Niederlagen gegen Kasachstan (1:2) und Frankreich bedeuteten jedoch das Aus aller Olympiaträume. Ein Jahr später stand Polonyzkyj erstmals auch bei einer Weltmeisterschaft für seine Farben auf dem Eis und belegte mit den Ukrainern Platz zwölf in der Top-Division. Danach dauerte es viele Jahre, bis er wieder international berufen wurde: Die Ukraine war inzwischen lange nicht mehr erstklassig, als die Nominierung für die Qualifikationsturniere zu den Olympischen Winterspielen 2014 in Sotschi erfolgte. Das Heimturnier in der ersten Qualifikationsrunde in Kiew im November 2012 entschieden die Blau-Gelben mit drei klaren Siegen für sich, aber in der zweiten Qualifikationsrunde, die im Februar 2013 im dänischen Vojens ausgetragen wurde, war man chancenlos und schied punktlos aus. Polonyzkyj wurde trotzdem auch für die Weltmeisterschaft 2013 nominiert und trug beim Heimturnier in Donezk mit zum Wiederaufstieg in die A-Gruppe der Division I bei.

## Erfolge und Auszeichnungen
- 2000 Gewinn der East European Hockey League mit dem HK Berkut Kiew
- 2000 Ukrainischer Meister mit dem HK Berkut Kiew
- 2001 Gewinn der East European Hockey League mit dem HK Berkut Kiew
- 2001 Ukrainischer Meister mit dem HK Berkut Kiew
- 2002 Ukrainischer Meister mit dem HK Berkut Kiew
- 2003 Ukrainischer Meister mit dem HK Sokil Kiew
- 2004 Ukrainischer Meister mit dem HK Sokil Kiew
- 2005 Ukrainischer Meister mit dem HK Sokil Kiew
- 2006 Ukrainischer Meister mit dem HK Sokil Kiew
- 2011 Belarussischer Pokalsieger mit Metallurg Schlobin
- 2013 Aufstieg in die Division I, Gruppe A, bei der Weltmeisterschaft der Division I, Gruppe B

## Statistik
(Stand: Ende der Spielzeit 2012/13)